# Eggberg

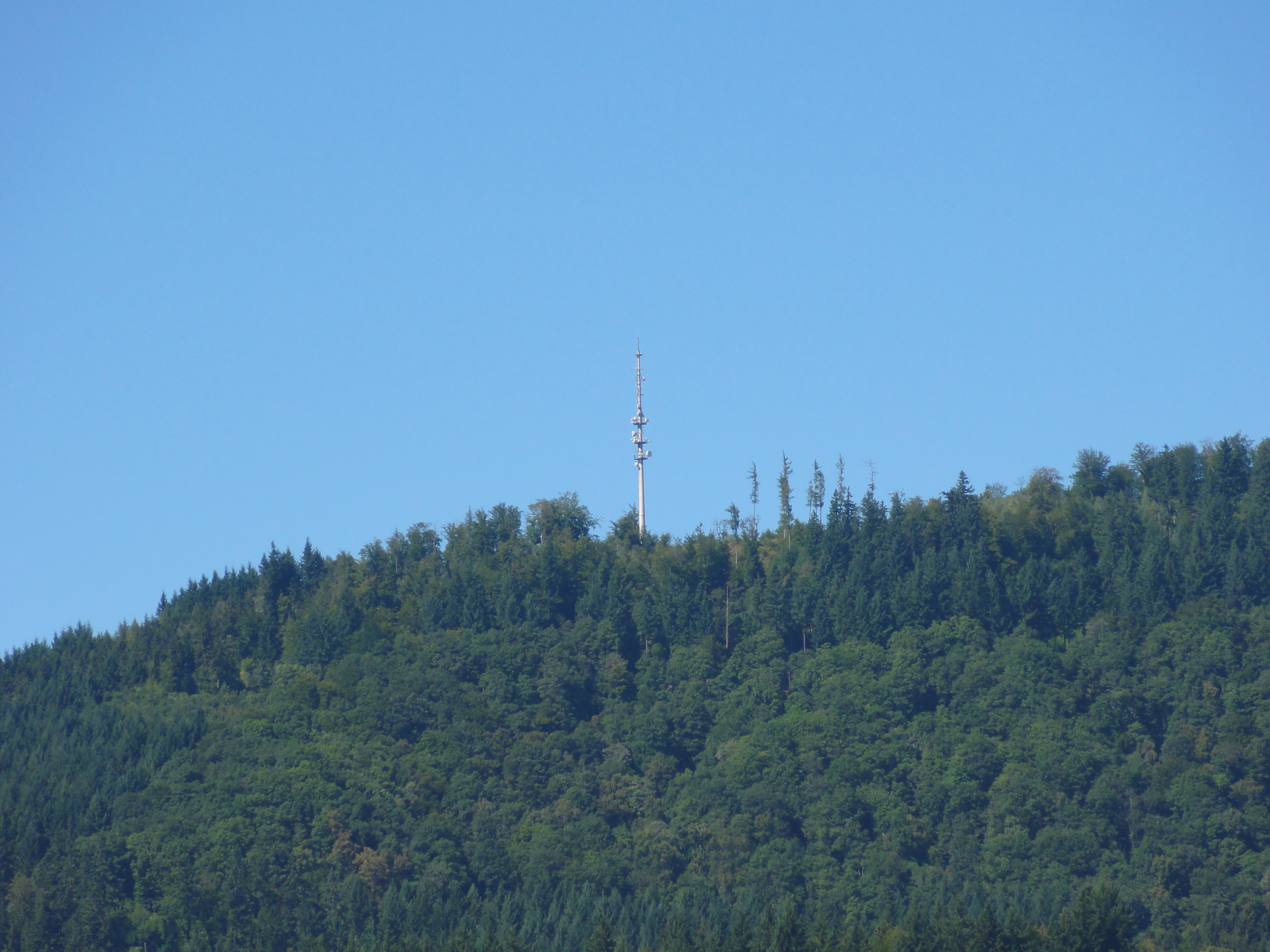
Eggberg mit Sender Eggberg

Der Eggberg ist ein Berg bei Bad Säckingen in Baden-Württemberg (Deutschland). Auf dem Eggberg liegt das Eggbergbecken, das Oberbecken des Kavernenkraftwerk Bad Säckingen (Pumpspeicherkraftwerk), und der Sender Eggberg, eine TV-Sendeanlage des Südwestrundfunks, die als Antennenträger einen 68 Meter hohen freistehenden Stahlfachwerkturm benutzt. Am Eggberg findet jährlich das Historische Eggbergrennen statt, bei dem Oldtimer gegeneinander antreten.